# Resolución 2K
La resolución 2K, también llamada DCI 2K, es una resolución de pantalla de 2048 × 1080 píxeles, con una relación de aspecto de 1.90:1. Fue establecida por la Digital Cinema Initiatives (DCI), una organización que establece estándares para la proyección cinematográfica digital.

## Visión general
2K representa la resolución horizontal porque hay numerosas relaciones de aspecto usadas en filmes. Así, mientras la resolución vertical se mantiene constante, la horizontal depende de la relación de aspecto con la que el director decida trabajar. Pero por distintos motivos la resolución 2K equivale a los siguientes valores: 2048 × 1.080 (1.90:1) (2.21 megapíxeles).

Resoluciones de pantalla

## Historia
El término «2K» proviene del sistema de medición de la resolución de imágenes digitales y hace referencia a una resolución horizontal cercana a 2000 píxeles. Los inicios de la resolución 2K se remontan al desarrollo de las primeras cámaras digitales y monitores de alta definición (HD) a finales del siglo XX y principios del siglo siglo XXI. Durante este período, los fabricantes comenzaron a explorar la posibilidad de mejorar la calidad de imagen y ofrecer una experiencia visual más inmersiva.
La resolución 2K se popularizó en la industria cinematográfica a principios de los años 2000. Los directores y productores de cine comenzaron a adoptar esta resolución como un estándar para capturar y proyectar películas. La resolución 2K ofrecía una mejora significativa en la claridad y los detalles en comparación con las resoluciones más bajas, permitiendo una experiencia visual más nítida y realista para los espectadores.
Según Carrasco (2010, p. 133), en el mundo del cine quedaron como estándares dos tamaños de películas: el 16 mm y el 35 mm. Pero con la llegada y mejora de los equipos digitales la producción y posproducción de películas se pasó a realizar en soportes digitales. Puesto que la naturaleza digital es muy diferente de la emulsión química se buscaron los valores más aproximados a los tamaños de películas tradicionales. Estos resultaron 2048x1080 para la de 16 mm y 4096x2160 para la de 35 mm.
Con el tiempo, los avances tecnológicos en la industria permitieron que la resolución 2K se integrara en otros dispositivos y campos más allá de la cinematografía. Los monitores de computadora y las pantallas de televisión de alta definición comenzaron a adoptar la resolución 2K, lo que proporcionó una experiencia de visualización más rica y detallada.

## La resolución 2K en la producción de videojuegos
La resolución 2K también tuvo un papel crucial en la industria de los videojuegos. A medida que los juegos se volvieron más sofisticados y visualmente impresionantes, la necesidad de resoluciones más altas se hizo evidente. Los desarrolladores de videojuegos adoptaron la resolución 2K para proporcionar gráficos más nítidos y detallados, lo que resultó en una experiencia de juego más inmersiva para los jugadores.